# داستان یک روح
داستان یک روح (به انگلیسی: A Ghost Story) فیلمی آمریکایی در ژانر ماوراء طبیعی درام به نویسندگی و کارگردانی دیوید لاوری می‌باشد که در تابستان ۲۰۱۶ با بازی کیسی افلک و رونی مارا در دالاس فیلمبرداری شد. نخستین نمایش این فیلم در تاریخ ۲۲ ژانویه ۲۰۱۷ در جشنواره فیلم ساندنس با استقبال بسیار خوبی از سوی منتقدان همراه شد.

## داستان
داستان فیلم دربارهٔ مردی به نام "سی" ست که بعد از کشته شدن در تصادف، روحش به خانه‌اش بازمی‌گردد و در شکل شبح شاهد همسرش (به نام "ام") می‌شود که سعی می‌کند به زندگی عادی‌اش برگردد.